# Sự hình thành xoáy thuận bùng nổ

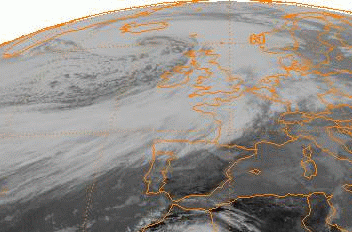
The Braer Storm of January 1993 explosively deepened to a record low of 914 mbar (hPa)

Sự hình thành xoáy thuận bùng nổ  (tiếng Anh: Explosive cyclogenesis, còn gọi là weather bomb (bom thời tiết), meteorological bomb, explosive development, or bombogenesis) là một khu vực áp suất thấp xoáy thuận ngoài nhiệt đới phát triển nhanh chóng về cường độ. Để được liệt vào danh mục này, áp lực trung tâm của vùng áp suất thấp ở 60 ° vĩ độ là cần thiết để giảm 24 mb (hPa) hoặc nhiều hơn trong 24 giờ.
Đây là một sự kiện chủ yếu ở biển vào mùa đông , nhưng cũng xảy ra ở lục địa . Quá trình này là sự tương đương xoáy thuận ngoài nhiệt đới của sự gia tăng nhanh chóng vùng nhiệt đới.

## Lịch sử
Trong những năm 40 và 50, các nhà khí tượng học thuộc Trường Khí tượng học Bergen đã bắt đầu một cách không chính thức gọi một số cơn bão phát triển trên biển là "bom" vì chúng phát triển với một độ tàn khốc lớn hiếm khi nhìn thấy trên đất liền .
Vào những năm 1970 các thuật ngữ "Sự hình thành xoáy thuận bùng nổ" và thậm chí cả "bom khí tượng" đã được sử dụng bởi giáo sư Fred Sanders của MIT (xây dựng dựa vào công việc từ những năm 1950 của Tor Bergeron), người đã đưa thuật ngữ này vào sử dụng phổ biến trong một bài viết năm 1980 trong Monthly Weather Review . Vào năm 1980, Sanders và đồng nghiệp John Gyakum của ông đã định nghĩa một "quả bom" như là một xoáy thuận ngoài nhiệt đới tăng cường độ lên ít nhất (24 sin φ / sin 60˚) mb trong 24 giờ, trong đó φ biểu tượng cho vĩ độ theo độ. Điều này dựa trên định nghĩa, được tiêu chuẩn hóa bởi Bergeron, cho sự phát triển bùng nổ của một cơn xoáy thuận ở 60˚N tăng cường thêm 24mb trong 24 giờ . Sanders và Gyakum lưu ý rằng một cường độ tương đương phụ thuộc vào vĩ độ: tại các cực này sẽ giảm áp lực là 28 mb / 24 giờ, trong khi ở 25 độ vĩ độ chỉ có 12 mb / 24 giờ. Tất cả các tỷ lệ này là điều kiện cho những gì Sanders và Gyakum gọi là "1 bergeron".

## Sự hình thành
Sự bất ổn định Baroclinic đã được trích dẫn như là một trong những cơ chế chủ yếu cho sự phát triển của hầu hết các cơn xoáy thuận gia tăng tốc độ bùng nổ như vậy . Tuy nhiên, vai trò tương đối của các quá trình baroclinic và diabamic trong việc làm gia tăng tốc độ các cơn xoáy thuận ngoài nhiệt đới đã là đề tài cho cuộc tranh luận (trích dẫn các nghiên cứu tình huống) trong một thời gian dài. Các yếu tố khác bao gồm vị trí tương đối của một khe máng 500-hPa và các mẫu độ dày, các quá trình hình thành frông trong tầng đối lưu xảy ra cả ở thượng nguồn và hạ lưu của bề mặt của vùng áp suất thấp, ảnh hưởng của tương tác giữa không khí và biển và sự giải phóng nhiệt tiềm ẩn .

### Khu vực và chuyển động

Xoáy thuận tháng 6 năm 2013 Tây Bắc Thái Bình Dương ở phía đông Nhật Bản, đã đáp ứng các điều kiện xoáy thuận bùng nổ

Bốn khu vực hoạt động tích cực nhất trong đó sự hình thành xoáy thuận bùng nổ xảy ra trên thế giới là Tây Bắc Thái Bình Dương, Bắc Đại Tây Dương, Tây Nam Thái Bình Dương và Nam Đại Tây Dương
Ở Bắc bán cầu, tần suất tối đa của các cơn xoáy thuận tăng cường độ bộc phát được tìm thấy trong hoặc phía bắc của Vịnh Gulf Gulf ở Đại Tây Dương và hải lưu Kuroshio ở Tây Thái Bình Dương,. và tại bán cầu Nam, vùng áp suất thấp bờ biển Đông Úc bên trên hải lưu Đông Úc, cho thấy tầm quan trọng của sự tương tác giữa không khí và biển khi bắt đầu và phát triển nhanh chóng các cơn xoáy thuận ngoài nhiệt đới.
Các cơn xoáy thuận tăng cường độ như vũ bão vào phía nam của 50ºS thường cho thấy sự chuyển động về hướng đường xích đạo, trái ngược với chuyển động hướng cực của hầu hết các xoáy thuận bùng nổ Bắc Bán cầu. Trong suốt năm, 45 lốc xoáy trung bình ở Bắc bán cầu và 26 ở Nam bán cầu phát triển bùng nổ, chủ yếu là vào mùa đông của bán cầu tương ứng. Sự hình thành xoáy thuận bùng nổ xảy ra ở Nam bán cầu được ghi nhận là ít theo mùa.

## Sử dụng từ "weather bomb"
Thuật ngữ "weather bomb" (quả bom thời tiết) được sử dụng phổ biến ở New Zealand để mô tả các sự kiện thời tiết khắc nghiệt và/hoặc tàn phá. Chỉ rất hiếm khi có những trường hợp thực sự xảy ra sựhình thành xoáy thuận bùng nổ, vì sự gia tăng nhanh chóng của các khu vực áp suất thấp là rất hiếm ở New Zealand . Việc sử dụng "bom" này có thể dẫn tới sự nhầm lẫn với thuật ngữ khí tượng học được xác định rõ ràng hơn.
Thuật ngữ này thường bị lạm dụng ở Bắc Mỹ, nhầm lẫn với lượng tuyết rơi dày và nor'easters (đôi khi cũng phải trải qua áp lực giảm nhanh để đáp ứng được định nghĩa về khí tượng nghiêm ngặt). Ở Nhật Bản, thuật ngữ "xoáy thuận bom" (爆 弾 低 気 圧 bakudan teikiatsu) được sử dụng cả về mặt học thuật và thông thường để chỉ một cơn xoáy thuận ngoài nhiệt đới đáp ứng được các điều kiện "bom" khí tượng.